# Лашон Хакодеш
Лашон Хакодеш (ивр. לָשׁוֹן הַקֹּדֶשׁ‎ букв. «язык святости» или «святой язык»), также пишется Лашон ха-кодеш (ивр. לְשׁוֹן הַקֹּדֶשׁ‎), еврейский термин и наименование, относящееся к ивриту, а иногда и к смеси иврита и арамейского языка, на котором были написаны религиозные тексты и молитвы, и которые служили в эпоху средневекового иврита для религиозных целей, литургии и галахи — в отличие от мирского языка, служившего для рутинных повседневных нужд, например идиша.

## Происхождение термина в классических текстах
Первое появление фразы уже в Мишне :
На всех языках читают: Часть Торы 'Соты' исповедь произносимая при приношении десятины, 'Шемы' и 'Молитвы'
На святом языке произносятся следующие слова: Декларация, произнесенная во время "Первых плодов", формула "Хализа", благословения и проклятия, Аароново благословение".Мишна, Трактат Сота 7:1-2 (Талмуд, Сота 32a)
В узком смысле Лашон хакодеш относится не к ивриту в целом, а только к древнееврейскому. В более широком смысле он объединял иврит и талмудический-арамейский языки в рамках послебиблейского иврита, что служило цели написания еврейских классических текстов Средневековья и раннего Нового времени.
Точное значение фразы «Лашон Хакодеш» объясняет только противоположный ей термин. В Мишне и Гемаре этот термин был направлен на устранение иностранных языков, на которых обычно говорили в еврейских общинах:

"И раввин сказал: Почему ты используешь сирийский в Израиле? Другие используют язык богослужения и греческий! И Иосиф ответил: Почему ты используешь сирийский в Вавилоне? Другие используют язык богослужения или персидский!"— Талмуд, Соты, 49б

Раввин Ханина изрёк: Потому что язык [Вавилонии] родственный святому языку— Талмуд Трактат Псахим, 87б
Мудрецы Ришоним воспринимали только библейский иврит, а не мишнаитский иврит, как «Лашон хакодеш». В идише термин «лошн койдеш» служит для описания своего собственного ивритско-арамейского компонента, в отличие от слов, происходящих из немецкого или славянского языков. В некоторых конфессиях еврейских харедим этот термин предназначен для описания старого иврита в отличие от современного израильского иврита, а некоторые крайние конфессии харедим даже пытаются избегать использования слов, обновленных после возрождения иврита.
Еврейские философы предлагали различные аргументы в пользу «священности» иврита.
Маймонид в «Путеводителе растерянных» (написанной на иудео-арабском языке) рассуждал о том, что предпочтение еврейского языка основано на его внутренних характеристиках:

У меня также есть причина и основание называть наш язык святым — не думать, что это моё преувеличение или ошибка, это точно так — в древнееврейском нет специального названия ни для мужского органа размножения, ни для женского ни для акта самовоспроизводства, ни для семени, ни для секреции. Иврит не имеет собственных названий для этого, и описывает их только образно и подсказками, как бы говоря, что это не проговаривается и не прописывается, и поэтому должно оставаться безымянным; мы должны молчать об этом, и когда вынуждены упомянуть их, мы должны ухитриться использовать для этой цели несколько подходящих выражений, обычно использующихся в другом контексте.— Путеводитель растерянных 
Нахманид не согласен с рассуждениями Маймонида и приводит свои собственные рассуждения, основанные на использовании иврита:

По моему мнению, причина, по которой раввины называют язык Торы святым, это то, что слова и пророчества Торы со всеми священными изречениями написаны им; это язык Святых, благословлённых Им, Он не должен ... и оставшиеся заповеди, пророчества; это язык, которым Его называет Его сакральное имя и которым Он создал Свою вселенную, назвал небеса и землю и всё на ней, дал имена ангелам и имя им — Михаил, Гавриил и другие — все на этом языке, и этим языком названы святые люди Земли, как Авраам, Исаак, и святой Соломон.— Нахманид интерпретация Исх. 30:13